# 盧希萊
盧希萊（英語：Lo Hei Loi，1965年5月4日—），外號傻豹，前香港亞洲電視藝員。1990年出道，2000年約滿亞洲電視後退出演藝圈。2012年應邀復出加入香港電視網絡，參演電視劇集。現時主力經商，間中出演電視劇。

## 背景
盧希萊為客家人，早年在元朗成長，曾在元朗商會第二學校接受3年小學教育，後來移民美國，並在當地完成小學及中學課程，亦於紐約市立學院修畢計算機電腦科學學位。她於1990年加入亞洲電視，早期曾演出《點解阿sir係隻鬼》、《死頂一族》等劇。1994年後，成為亞視金牌綜藝節目《今日睇真D》第一代主持之一。及後退出娛樂圈，任職加拿大婚禮化妝公司「Wedding Beauty」員工。2000年代初與丈夫經營製作公司，2005年至2009年在元朗合作經營中菜餐廳「黃金屋」。該店因屢次違反《食物業規例》而被食物環境衛生署吊銷營業牌照。2012年應邀加入香港媒體製作。盧希萊曾是藝人洪朝豐及蔡楓華的經理人。2012年與友人成立誼永公關顧問公司。

## 個人生活
盧希萊於2001年與任職外景車司機與劇務的圈外男友陳展鵬在沙田婚姻登記處註冊結婚。同年5月宣佈已懷孕一個月。

## 演出作品
*以下列表只記錄盧希萊演出過的劇集作品，若有遺漏，請協助補充相關資料。

### 電視劇（亞洲電視）
| 首播   | 劇名            | 角色   | 備註 |
| 1990年 | 我係Tuna Fi     | Stella |      |
| 1991年 | 大提琴與點38    | 溫馨   |      |
| 1991年 | 豪門            | 嘉賓   |      |
| 1992年 | 點解阿sir係隻鬼 | 高雅   |      |
| 1992年 | 死頂一族        | 家儀   |      |
| 1993年 | 銀狐            | 馮帶喜 |      |
| 1993年 | 馬場風雲        | 張美珠 |      |

### 電視劇（香港電視網絡）
| 首播   | 劇名           | 角色       | 備註 |
| 2014年 | 選戰           | 陸偉陶夫人 |      |
| 2014年 | 來生不做香港人 | 小學校長   |      |
| 2015年 | 導火新聞線     | 陳秀芳     |      |
| 2015年 | 大眾情性       | Louisa     |      |
| 2015年 | 歲月樓情       | 林淑頤     |      |

### 電視劇（其他）
| 首播   | 劇名             | 角色   | 備註     |
| 2018年 | 身後事務所       | 鄧太太 | ViuTV    |
| 2018年 | 守護神之保險調查 | 梅院長 | 無綫電視 |
| 2020年 | 熟女強人         | 蓮姐   | ViuTV    |

### 電視電影
- 1992年 一千靈異夜之迷宮殺手
- 1992年 一千靈異夜之死連環

### 電影
- 1992年 外賣情人
- 1998年 新羔羊醫生
- 2006年 情意拳拳
- 2011年 奪命金

### 電視節目
演出
- 199O年金興賢盧希萊主持香港奇案（亞洲電視）
- 1993年 新香港奇案（亞洲電視）

主持
- 1994年－2000年 今日睇真D（亞洲電視）

嘉賓
- 2007年 電視風雲50年（第7集：兩台綜藝節目大鬥法、亞洲電視）
- 2020年 開工大吉77（香港開電視）

其他
- 2016年 ShowTime 我主場（第10集觀眾、ViuTV）